# SMS Graudenz
«Ґрауденц» (нім. SMS Graudenz) — військовий корабель, легкий крейсер, головний у своєму типі, Імперського флоту Німеччини. Перший корабель, названий на честь прусського міста Грауденц. Брав участь у боях Першої світової війни. Після війни за репараціями передано Італії та перейменовано на «Анкона».
«Ґрауденц» був закладений 1912 року на верфі німецької компанії Kaiserliche Werft Kiel у Кілі. 25 жовтня 1913 року він був спущений на воду, а 10 серпня 1914 року увійшов до складу Імперського флоту Німеччини.

## Історія
Першою бойовою операцією за участю «Ґрауденца» став рейд на Ярмут 3 листопада 1914 року. Разом з крейсерами «Кольберг» і «Штрассбург» він був частиною передової групи прикриття лінійних крейсерів I розвідувальної групи контрадмірала Франца фон Гіппера. Бомбардування пройшло без інцидентів, але на зворотному шляху броненосний крейсер «Йорк» підірвався на німецькій міні біля Вільгельмсгафена і затонув. 15—16 грудня 1914 року крейсер також брав участь у рейді на Скарборо, Гартлпул і Вітбі. Після завершення бомбардування англійських міст німці почали відступати, хоча британські сили рушили на перехоплення. «Грауденц», «Штральзунд», «Страсбург» і дві флотилії міноносців пройшли між двома британськими ескадрами. У густому тумані, який зменшив видимість до менш ніж 4000 ярдів (3700 м), був помічений лише «Штральзунд», хоча й лише на мить. Німці змогли використати погану погоду для прикриття свого відступу. «Грауденц» знову став прикриттям I розвідувальної групи в ході бойового виходу до Доггер-банки 24 січня 1915. У подальшій битві при Доггер-банці був потоплений великий панцерний крейсер «Блюхер».
У липні 1915 року німецьке морське командування запланувало операцію прориву в Ризьку затоку з метою знищення російських морських сил, що базувалися в цьому регіоні. Для цього виділялося ударне угруповання флоту під командуванням віцеадмірала Шмідта, що складалося з 7 старих лінійних кораблів, 6 крейсерів, 24 ескадрених міноносців і міноносців, 1 мінного загороджувача, 14 тральщиків, 12 катерів-тральщиків, 2 проривачів мінних загороджень. Для прикриття цього формування до Фінської затоки висувалося з'єднання Флоту відкритого моря віцеадмірала Гіппера з 8 лінійних кораблів, 3 лінійних крейсерів, 4 крейсерів, 32 ескадрених міноносців, 13 тральщиків. Маючи більш ніж дворазову перевагу над російським флотом, це угруповання кайзерівського флоту мало завдання не допустити прориву головних сил Балтійського флоту з Фінської затоки у відкрите море. Крім того, крейсери мали обстріляти споруди на острові Утьо (південніше Або-Аландського архіпелагу), де базувався ряд російських кораблів.
26 липня (8 серпня) німці здійснили першу спробу прориву в акваторію затоки, проте, вона скінчилася повним провалом. Внаслідок підриву на мінах німці втратили два тральщики, а крейсер «Тетіс» і один міноносець отримали важкі пошкодження, тому німецьке командування наказало припинило тралення фарватеру і відвело сили прориву з Ірбенської протоки.
3 (18) серпня, провівши перегрупування сил, німецькі тральщики під прикриттям лінійних кораблів, крейсерів і ескадрених міноносців розпочали другу спробу тралення фарватеру. Російські кораблі здійснювали артилерійське прикриття мінних загороджень. До 19 серпня кайзерівському флоту силами «Нассау» і «Позен», чотирьох легких крейсерів під прикриттям 31 міноносця вдалося, подолавши усі перешкоди, увійти до Ризької затоки. Російським кораблям під прикриттям мінних загороджень і берегових батарей довелося відступити в Моонзунд. Між кораблями сталися швидкоплинні сутички, в яких був потоплений канонерський човен «Сивуч», а «Кореєць» викинувся на берег і наступного дня був підірваний своїм особовим складом.
Незважаючи на досягнутий успіх, німецькому командуванню не вдалося виконати завдання належним чином. Продовжувала існувати мінна небезпека, зріс ризик нападу підводних човнів противника, до того ж вранці 19 серпня торпедою атаки англійського підводного човна E1 Ноеля Лоренса був пошкоджений новітній лінійний крейсер «Мольтке». Усі ці фактори вплинули на рішення адмірала Шмідта залишити Ризьку затоку 21 серпня і повернутися у вихідне положення.